# ماتيا زاكايني
ماتيا زاكايني (بالإيطالية: Mattia Zaccagni)‏ (16 يونيو 1995 بتشيزينا في إيطاليا - ) هو لاعب كرة قدم إيطالي في مركز الوسط. لعب مع هيلاس فيرونا.

## روابط خارجية
- ماتيا زاكايني على موقع الاتحاد الأوربي (الإنجليزية)
- ماتيا زاكايني على موقع قاعدة بيانات كرة القدم.إي يو (الإنجليزية)
- ماتيا زاكايني على موقع ليكيب (الفرنسية)
- ماتيا زاكايني على موقع ناشيونال فوتبول تيمز (الإنجليزية)
- ماتيا زاكايني على موقع Soccerway.com (الإنجليزية)
- ماتيا زاكايني على موقع عالم كرة القدم.نت (الإنجليزية)
- ماتيا زاكايني على موقع AS.com (الإسبانية)